# Tomasz Kucharski
Tomasz Kucharski   (Gorzów Wielkopolski, 16 de febrer de 1974) és un remer polonès, ja retirat, que va competir durant les dècades de 1990 i 2000.
El 2000 va prendre part en els Jocs Olímpics d'Estiu de Sydney, on formant parella amb Robert Sycz, guanyà la medalla d'or en la prova del doble scull lleuger del programa de rem. Quatre anys més tard, als Jocs d'Atenes, revalidà la medalla d'or en la mateixa prova, novament fent parella amb Robert Sycz.
En el seu palmarès també destaquen cinc medalles al Campionat del món de rem, dues d'or i tres de plata, entre les edicions de 1997 i 2003.